# Punta de Romaset
La Punta de Romaset, Pointe de Roumazet en francès, és un cim amb una altitud de 2.846,1 metres  que està situat entre el municipi d'Alins, a la comarca del Pallars Sobirà i el d'Ausat, a l'Arieja. Forma part de la cadena axial pirinenca, i el seu vessant occidental es troba a la vall de la ribera de Canalbona, que és una vall de capçalera de la Noguera de Vallferrera, trobant-se dintre del Parc Natural de l'Alt Pirineu.. El seu vessant oriental es troba sobre els estanys de la Gardelle, a la vall de Vicdessos, i forma part del Parc Natural Regional dels Pirineus Ariejans.
Seguint la direcció nord-sud de la carena, al nord de la punta de Romaset es troba el pic Oriental de Canalbona, i al sud el Pica Roja.